# Kismet (Kansas)
Pour les articles homonymes, voir Kismet.
Kismet est une ville du comté de Seward (Kansas) aux États-Unis. Sa superficie est de 0,6 km² et sa population était de 484 habitants au recensement de 2000. 

## Histoire
Le lieu est nommé Kismet sur des plans ferroviaires datés de 1888. L'origine du nom est inconnue. La ville est fondée par Alfred Olin, propriétaire du terrain en 1907, qui commence par créer un magasin général, une église et une école biblique. Le 2 décembre 1929, la ville est officiellement fondée et le premier maire (Raleigh Hinman) est élu.